# 霍蘭602型潛艇

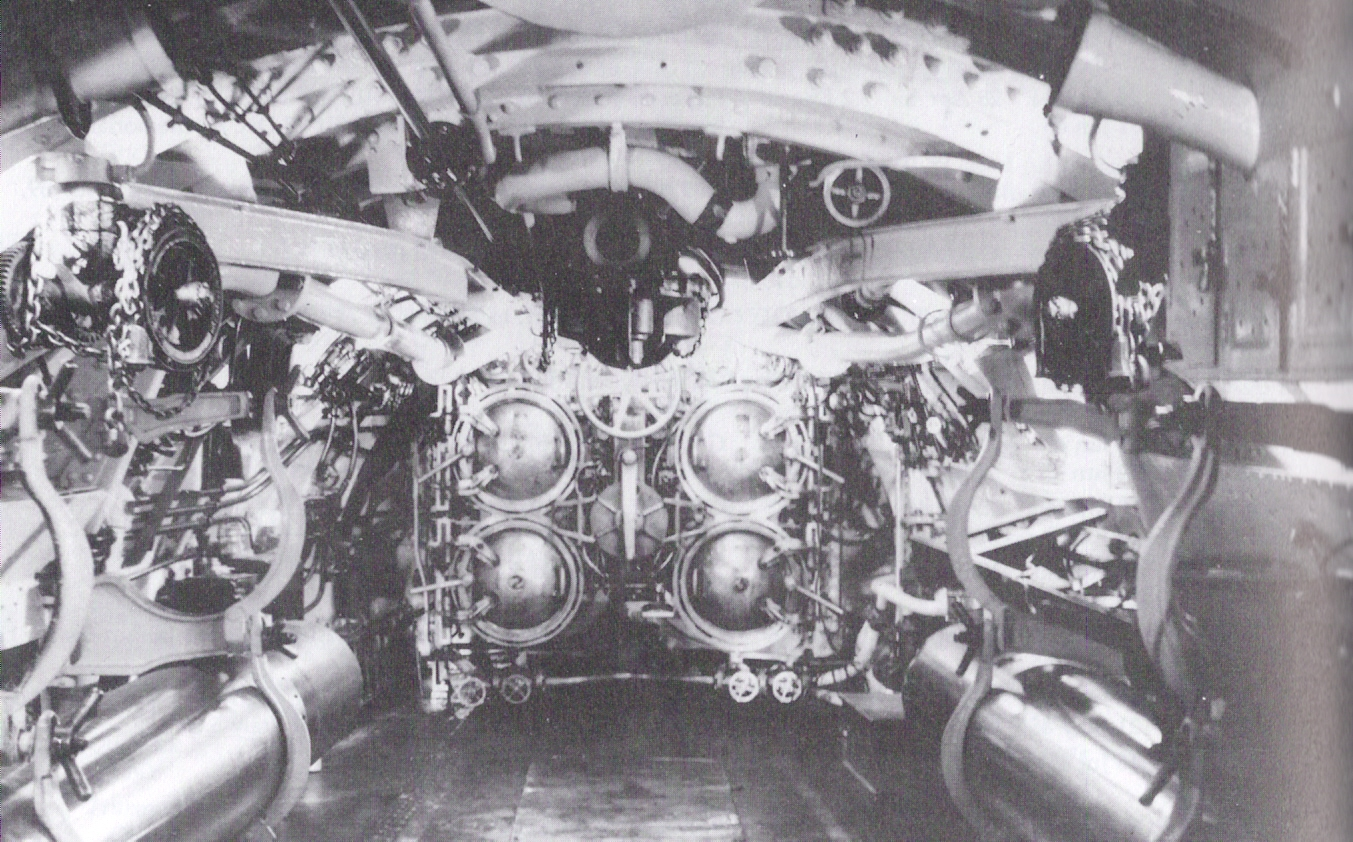
1919年美國海軍H-5號潛艇 (美國)的魚雷室。 四具18英寸（457毫米）的魚雷發射管的後膛位於中央

霍蘭-602型潛艇（Holland 602 type submarine）又稱H級潛艇，該級有大量的潛艇參與第一次世界大戰。該型潛艇由美國電船公司設計，但大部分潛艇只在美国之外建造：建造於英國造船廠，以及由英國維克斯工程公司的子公司加拿大維克斯有限公司在加拿大建造。
使用者包括美國海軍、智利海軍、英國皇家海軍（有33艘潛艇）、俄羅斯帝國海軍、義大利皇家海軍、蘇聯海軍、加拿大皇家海軍、荷蘭皇家海軍和短命的烏克蘭國海軍。

## 背景和歷史
該級潛艇的前身是1911年為智利海軍訂購的兩艘潛艇，分別為約翰·菲利普·霍蘭的「19-E型」和「19-B型」之設計，加拿大皇家海軍的CC級潛艇即根據這些設計建造。
專案的編號是根據電船公司的規則來訂定，用於出口目的的專案會以替換的阿拉伯數字命名，並在數字之間加入0。 因此「EB 26型」專案變成「EB 602型」專案。
之後又根據改進過的「30型」設計建造了三艘原型潛艇，排水量增加至 358/434噸。這些潛艇成為美國的H級潛艇，並被命名為H-1、H-2和H-3。
1914年10月，第一次世界大戰爆發，英國海軍部訂購了10艘「602E型」潛艇，由位於魁北克蒙特利爾的加拿大維克斯有限公司建造。這些潛艇後來成為英國的H級潛艇。另外十艘潛艇則在當時中立的美國的麻州昆西市的福爾河造船廠秘密建造。這批潛艇被美國政府扣押，在美國宣戰後移交給智利海軍和加拿大皇家海軍使用。第三批由25艘英國 H 級潛艇組成，於1917年至1919年在英國建造，其中許多在第二次世界大戰中服役。
1915年夏天，義大利皇家海軍訂購了8艘「602型」潛艇，這些潛艇建造於魁北克蒙特利爾。
1917 年，俄羅斯帝國海軍為其波羅的海艦隊和黑海艦隊訂購了17艘潛艇。這些潛艇先是在不列顛哥倫比亞省溫哥華市郊外布勒內灣的巴尼特臨時造船廠建造，隨後被拆解，以船運往海參崴，再由西伯利亞鐵路運往聖彼得堡和和尼古拉耶夫，然後在俄羅斯造船廠重新組裝。這些潛艇在俄羅斯被稱為「亞美利加斯基-戈蘭級」（Amerikansky Golland-class），簡稱AG級潛艇。
1917年發生俄國革命時尚有六艘潛艇未交付，這些潛艇後來被美國海軍買下，並在普吉灣海軍造船廠重新組裝，成為美國H級潛艇的H-4至H-9 。1918年，黑海艦隊的潛艇АG-21至АG-26被烏克蘭國海軍接管。 

芬蘭內戰結束時，波羅的海艦隊有兩艘潛艇在漢科被鑿沉，1918年5月，芬蘭海軍將其打撈上岸，但無法整修後投入使用。

## 潛艇

### 英國皇家海軍
- 英國H級潛艇（英语：United States H-class submarine）（共42艘）
  - 第一組 (1915)
    - HMS H1 至HMS H10 （（10艘）

  - 第二組（1915-1918，全組被美國政府扣押。）
    - HMS H11、HMS H12 （2艘）美國宣戰後交付。
    - HMS H13、HMS H16至HMS H20（6艘）移交給智利
    - HMS H14、HMS H15（2艘）移交給加拿大

  - 第三組（1917-1919）
    - HMS H21至HMS H52 （25艘；H53、H54取消）

### 美國海軍
- 美國H級潛艇（英语：British H-class submarine）
  - USS H-1至USS H-3 （3 艘，原型艦）
  - USS H-4至USS H-9 （6 艘，最初為俄羅斯帝國海軍建造）

### 義大利皇家海軍
- 義大利H1至H8 （8艘）

### 俄羅斯帝國海軍
- 亞美利加斯基-戈蘭級（英语：American Holland-class submarine）
  - 第一組波羅的海艦隊
    - AG-11至AG-16 （5艘，AG-13更名為AG-16）

  - 第二组
    - AG-17至AG-20 、AG-27、AG-28 （6艘）由美國保留并作為USS H-4 至H-9 服役。

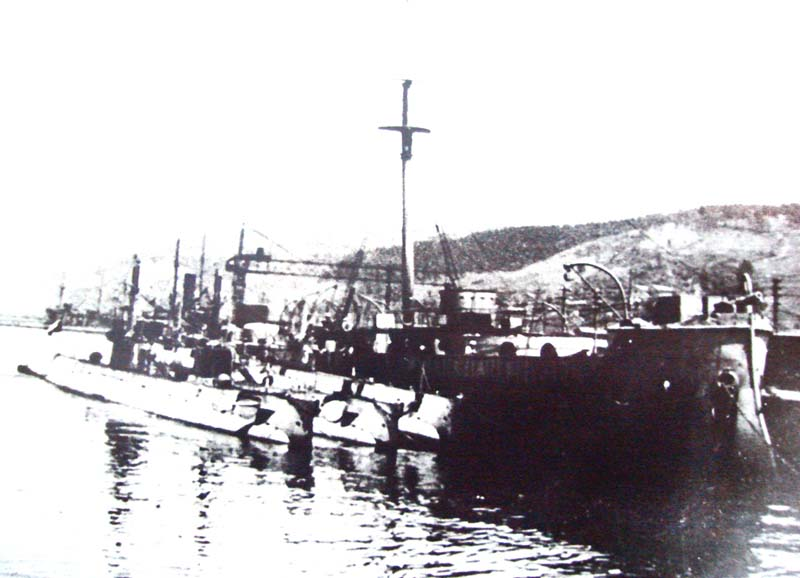
1918年，三艘潛艇抵達智利，由已退役的鐵甲撞角艦（ironclad ram）瓦斯卡號 (鐵甲艦)在塔爾卡瓦諾擔任其潛艇母艦

  - 第三組黑海艦隊
    - AG-21至AG-26 （6 艘）

### 加拿大皇家海军
- CH-14（英语：HMCS CH-14）和CH-15（英语：HMCS CH-15）（兩艘）最初為英國皇家海軍建造

### 智利海軍
- H1（英语：Chilean submarine Guacolda）至H6（英语：Chilean submarine Fresia）（6艘）最初為英國皇家海軍建造

## 註記
1. ↑  Морозов, М.  [Foreigners in Red fleet. Submarines of Stalin]. Moscow: Yauza. 2014: 11. ISBN 978-5-699-71915-0 （俄语）.

## 外部連結
- World War One Submarines Built in Canada （页面存档备份，存于）
- The Canadian-built British H-boats （页面存档备份，存于）
- Technical Details （页面存档备份，存于）
- Photo gallery （页面存档备份，存于）
- City of Los Angeles . . . An Inland City with the First Submarine Base on the Pacific Coast
- uboat.net （页面存档备份，存于）